# Arnold Ap
Arnold Ap (illa de Numfor, Nova Guinea Neerlandesa, 1 de juliol de 1946 - Jayapura, 26 d'abril de 1984) va ser un activista cultural, antropòleg i músic papú, líder del grup de música Mambesak i curador del Museu de la Universitat de Cenderawasih. També va transmetre la cultura papú al seu programa de ràdio setmanal.
Va ser educat en escoles missioneres de l'illa de Biak, on el seu pare era professor d'escola. Va estudiar geografia a l'Escola de formació del professorat de la Universitat de Cenderawasih, a Abepura, entre 1967 i 1973. Com a estudiant, va organitzar una manifestació contra la Llei de lliure elecció de 1969. Va ser enviat a la presó d'Ifar Gunung. Després del seu alliberament, va començar a recollir cançons tradicionals papús. Després de graduar-se, va esdevenir comissari del museu de la universitat. El 1974, es va casar amb la infermera Corry Bukorpioper.
El 1978 va formar el grup de música Mambesak. El 1980 va actuar al Festival Cultural de Jakarta amb l'Asmat Totem Pole Dance. Va tenir un popular programa de ràdio anomenant Pelangi Budaya Irian Jaya ('L'arc de Sant Martí de la cultura Irian Jaya') a RRI Jayapura, amb cançons, contes, poemes i entrevistes papús. El seu destacat estudi interpretatiu de la cultura i la música papú va ser vist per molts com un desafiament als esforços del govern indonesi per a erradicar la identitat papú. En el moment de la mort d'Ap, des del govern del Nou Ordre s'estava fent forts intents d'unificar els pobles indonesis sota una cultura més javanesa.
El novembre de 1983, va ser arrestat per les forces militars especials indonèsies del Kopassus, empresonat i torturat per presumptes simpaties amb el Moviment Papua Lliure, encara que no es van presentar càrrecs. L'abril de 1984, va ser assassinat d'un tret a l'esquena. Els comptes oficials afirmen que va intentar escapar. Molts partidaris creuen que va ser executat pel Kopassus. Un altre músic, Eddie Mofu, també va ser assassinat.
Ap i el grup musical Mambesak encara són populars a Papua Occidental, i les seves obres són considerades símbols de la seva identitat. Des de la dècada de 1990, però, el govern d'Indonèsia ha permès amb cautela petites expressions de formes culturals indígenes. Segons Danilyn Rutherford, professora associada d'antropologia de la Universitat de Chicago, a partir de 2002 l'accés a una expressivitat cultural limitada facilita imatges de tolerància i «unitat en la diversitat», tal com emana el lema oficial d'Indonèsia.